# 圣西斯笃堂 (热那亚)
44°24′50.67″N 8°55′34.75″E / 44.4140750°N 8.9263194°E
圣西斯笃堂（Chiesa di San Sisto II P.M. e Natività di Maria SS）是一座罗马天主教教堂，位于意大利热那亚的普雷区，靠近热那亚王子广场火车站。
1088-1093年，在此建造一座罗曼式教堂，纪念热那亚和比萨海军于1087年8月6日战胜阿拉伯舰队，因为这一天是教宗西斯笃二世的庆日，因此该堂以他命名。该堂属于本笃会到1479年，除了1217年至1241年。
该堂于1825年完全重建，为新古典主义风格。